# Nivellement

Stilisiertes Nivelliergerät

Als Nivellement wird die Messung von Höhenunterschieden zwischen Punkten bezeichnet. Beim geometrischen Nivellement wird der Höhenunterschied zu einem waagerecht aufgestellten Nivelliergerät an Nivellierlatten abgelesen, die senkrecht auf die Messpunkte gestellt werden. Beim trigonometrischen Nivellement werden die Höhenunterschiede aus Winkel- und Streckenmessungen berechnet. Beim hydrostatischen Nivellement wird eine Schlauchwaage verwendet.
Das Nivellement findet beim Ingenieurbau Anwendung, z. B. um ebene Flächen herzustellen, Maschinen waagerecht aufzustellen oder Gefälle zu bestimmen, damit Wasser fließen kann.
Damit über große Gebiete ein gemeinsamer Höhenbezug als Ausgangspunkt für die örtlichen Nivellements gegeben ist, werden von der Landesvermessung landesweit Höhenpunkte durch Nivellements miteinander zu einem Höhennetz verknüpft. Dieses Nivellementnetz besteht aus einem grobmaschigen Netz sehr genauer Feinnivellements, die durch kleinere Netze geringerer Genauigkeit verdichtet werden. Damit können auch bei Bauwerken, die über große Entfernungen reichen, wie z. B. Eisenbahnlinien, sicher Höhen bestimmt werden.
Mit den hier beschriebenen Nivellementmethoden werden Höhenunterschiede zwischen zwei Punkten und bezogen auf das Schwerefeld bestimmt. Andere Verfahren der Höhenbestimmung nutzen beispielsweise den Luftdruck (Barometrische Höhenmessung), basieren auf der Stereobildauswertung (Photogrammetrie) oder Satellitengeodäsie. Die satellitengeodätisch bestimmten Höhen sind rein geometrisch und beziehen sich nicht auf das Erdschwerefeld. Mittels Laserscanner können massenhaft dreidimensionale Koordinaten einer Oberfläche (z. B. Erdoberfläche) und damit auch Höhen bestimmt werden.

## Geometrisches Nivellement

Rückblick minus Vorblick ergibt den Höhenunterschied

Das Nivelliergerät wird an einem beliebigen Beobachtungspunkt zwischen den Messpunkten aufgestellt und horizontiert. Um systematische Einflüsse wie die der Restneigung der Zielachse, der Erdkrümmung und der Refraktion auszuschalten, werden dabei gleiche Zielweiten eingehalten. Auf jedem Messpunkt wird eine Nivellierlatte lotrecht aufgestellt. Auf der Nivellierlatte ist eine Maßeinteilung so angebracht, dass die Ablesung der Lattenteilung im Nivelliergerät den lotrechten Abstand des Punktes vom Instrumentenhorizont (Gerätehorizont) des Nivelliers ergibt. Wird bei unveränderter Aufstellung des Nivelliers zu einem weiteren Punkt gemessen, so gibt die Differenz der beiden Ablesungen den Höhenunterschied der beiden Punkte.
Damit ein Höhenunterschied über größere Entfernung, über größere Höhenunterschiede oder um Hindernisse gemessen werden kann, wird die Messung in Abschnitte geteilt. Ein Abschnitt besteht jeweils aus der Messung vom bekannten Punkt zum neuen Punkt. Das Nivelliergerät wird zwischen beiden horizontiert aufgestellt. Das heißt, die Stehachse ist lotrecht und bei fehlerfreiem Gerät die Zielachse waagerecht.
Die Ablesung an der Nivellierlatte auf dem bekannten Punkt wird Rückblick genannt, die Ablesung auf dem neuen Punkt heißt Vorblick, die Punkte selbst werden dementsprechend Rückblickpunkt und Vorblickpunkt genannt. Die Ablesungen werden subtrahiert, Rückblick minus Vorblick, um den Höhenunterschied zu erhalten. Ein positiver Höhenunterschied bedeutet dabei, dass das Gelände in Nivellementrichtung ansteigt, ein negativer, dass das Gelände abfällt. Auf dem Zielpunkt angekommen werden die Höhenunterschiede aller Abschnitte addiert um den Höhenunterschied zwischen Ausgangspunkt und Zielpunkt zu erhalten.
Beim geometrischen Nivellement wird zur Höhenbestimmung der metrische Abstand des Punktes vom Gerätehorizont an der Messlatte gemessen. Das ist eine geometrische Größe. Damit zwischen zwei Punkten kein Wasser fließt, muss das Potential der Erdschwere an beiden Punkten gleich sein. Die Erdschwere ist aber eine physikalische Größe. Mit zunehmender Länge des Nivellementszuges entstehen deshalb Abweichungen zwischen der geometrisch bestimmten Höhe und der physikalischen Höhe. Deshalb kann es vorkommen, dass zwischen Punkten gleicher geometrischer Höhe doch Wasser fließt.
Bei gleichen Zielweiten werden durch die Horizontierung des Nivelliergeräts lediglich die Erdkrümmung und die Richtung der Schwerkraft berücksichtigt, jedoch nicht die Größe der Erdbeschleunigung. In der Landesvermessung korrigiert man daher die durch geometrisches Nivellement entstandenen Höhen auf der Basis von Schweremessungen.
Die Standardabweichung eines Nivellements für das Deutsche Haupthöhennetz 1992 (DHHN92) soll pro Kilometer Doppelnivellement folgende Werte nicht übersteigen:
- Nivellementsnetz 1. Ordnung: < 1,0 mm
- Nivellementsnetz 2. Ordnung: < 1,5 mm
- Nivellementsnetz 3. Ordnung: < 3,0 mm

## Hydrostatisches Nivellement

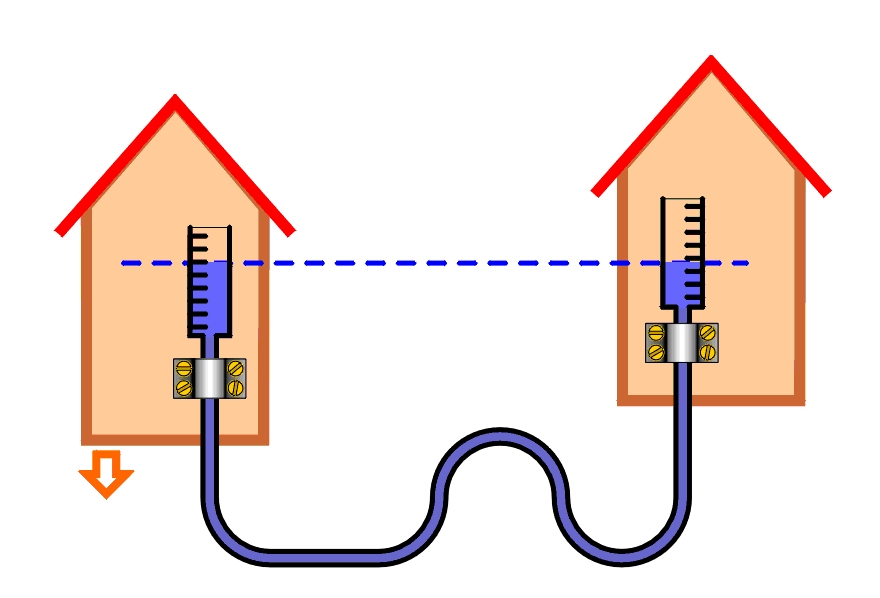
Prinzip des hydrostatischen Nivellements zur Überwachung von Bauwerkssenkungen

Das hydrostatische Nivellement funktioniert nach dem Prinzip der kommunizierenden Röhren: Werden mit Wasser gefüllte Behälter an der niedrigsten Stelle durch Röhren miteinander verbunden, so stellt sich in allen Behältern der gleiche Wasserspiegel ein. Für die praktische Anwendung wird ein durchsichtiger Schlauch blasenfrei mit Wasser fast vollständig gefüllt. Werden nun die beiden Schlauchenden etwa in gleiche Höhe gehalten, so stellt sich der Wasserspiegel an beiden Schlauchenden ein. Beim hydrostatischen Nivellement mit dieser Schlauchwaage muss keine Sichtverbindung zwischen den Messpunkten bestehen. Es eignet sich daher gut für Messungen in Bauwerken. Zur präzisen Ablesung bietet die Feinmesstechnik besondere Aufsatzstücke (z. B. Glaszylinder) mit entsprechender Ablesevorrichtung oder elektronischer Datenerfassung. Damit ist das hydrostatische Nivellement vor allem praktisch für die andauernde, computergestützte Fernüberwachung von Bauwerksbewegungen.
Das hydrostatische Nivellement kann Entfernungen bis 20 km zwischen den Messstationen überbrücken. Damit können bei Nivellementszügen z. B. auch breite Flussläufe überbrückt werden. Die Ablesegenauigkeit ist besser als 0,02 mm. Die Gesamtgenauigkeit ist für Entfernungen von einigen Kilometern besser als 1 mm.
Um solch hohe Genauigkeit über große Strecken zu erreichen, müssen allerdings Einflüsse wie z. B. Temperaturunterschiede in der Flüssigkeit bei der Messung berücksichtigt werden.
Das hydrostatische Nivellement war bereits im Altertum bekannt. Für den Bau der Pyramiden wurde ein Grabensystem rings um die Baustelle eingerichtet. Der Wasserspiegel im Graben war die Höhenbezugsfläche für das Bauwerk.

## Trigonometrisches Nivellement

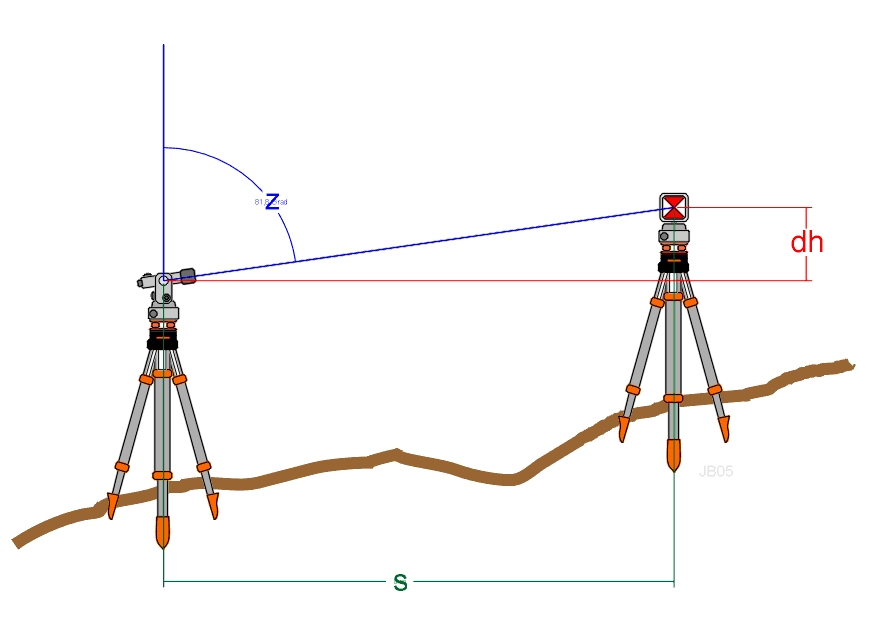
Trigonometrisches Nivellement

Beim trigonometrischen Nivellement wird mit Vermessungsgeräten (Theodolit, Tachymeter u. a.) der Zenitwinkel z und die Schrägstrecke s′ zum Messpunkt gemessen. Der Höhenunterschied wird dann in einfacher Näherung nach der geometrischen Formel {\displaystyle dh=s'\cdot \cos \,z} oder {\displaystyle dh=s\cdot \cot \,z} mit {\displaystyle s=s'\cdot \sin \,z} berechnet.
Bei Zielweiten über 200 m sind die Erdkrümmung sowie die terrestrische Refraktion zu berücksichtigen.